# Aal der Dragoner
Aal der Dragoner († vor 1710 in Rotterdam) war eine Frau in Männerkleidern, die als Soldat ihren Dienst verrichtete, bis sie bei einer Schlägerei zu Tode kam. In der niederländischen Soldatensprache bedeutet „Aal“ Feld- oder Militärgeistlicher, ist aber auch eine Bezeichnung für Soldaten ohne Dienstgrad.
Die Identität der Frau konnte nie geklärt werden. Festgestellt wurde lediglich, dass es irgendwann vor 1710 in Rotterdam zu einer Rauferei oder Schlägerei zwischen Soldaten gekommen war, wobei ein Beteiligter sein Leben ließ. Die weiteren Umstände sind nicht überliefert; die anderen Beteiligten flüchteten. Bei näherer Untersuchung der Leiche stellte sich heraus, dass es sich um eine Frau handelte.
Die Unbekannte erhielt kein Begräbnis, ihr Leichnam wurde vielmehr der Rotterdamer Medizinischen Schule überstellt, wo sie im Anatomieunterricht Verwendung fand. In der Folge gelangte der Leichnam in das angeschlossene Theatrum Anatomicum, wo er zerlegt wurde. Haut und Organe wurden entnommen und präpariert. Das Skelett setzte man auf ein Pferdeskelett, die Haut der Verstorbenen wurde ausgestopft.
Der deutsche Buch- und Kunstsammler Zacharias Conrad von Uffenbach (1683–1734) berichtet von einer Führung durch den Anatomiesaal des Theatrum Anatomicum am 26. November 1710:
„eine ausgestopfte und präparirte Haut von einem Weibs-Menschen, das lange als Dragoner gedient, und ihren Cameraden erstochen. Sie hatte eine Mütze auf, auf welcher mit gelben Buchstaben genehet stunde: alle Dragoner.“
Weiterhin vermerkte er:
„Oben auf stunden verschiedene Skelete, dabey auch das von dem obermeldten weiblichen Dragoner, so auf einem Skelet eines Pferdes saß.“
Dreißig Jahre später wurden Haut und Skelett Aals in den offiziellen Katalog der Sehenswürdigkeiten der Rotterdamer Anatomie aufgenommen. Unter Nummer 22 „Aal de Dragonder, staande in ’t vel“ und unter Nummer 33 „het geraamte van Aal de Dragonder, zittende op voornoemd paard, met een mes in de hand.“ Noch 1817 berichtete der deutsche Arzt Eduard Meissner von dem Skelett Aals auf einem Pferd, nun im Harnisch.
Nachdem der Anatomiesaal ab 1720 während der Zeit des Jahrmarktes für die Öffentlichkeit geöffnet worden war, wurde Aal der Dragoner zu einer bekannten Sehenswürdigkeit in Rotterdam. Als die Sammlung der Anatomie 1828 aufgehoben und teilweise verkauft, abgegeben und weggeworfen wurde, verlor sich die Spur vom Aal der Dragoner.